# Мекрански планини
Мекранските планини или Макрански планини (на персийски: مکران; на урду: مکران) са планини в Югозападен Пакистан и Югоизточен Иран, явяващи се крайна южна и югоизточна периферия на обширната Иранска планинска земя. На североизток се свързват със Сюлеймановите планини и хребета Киртхар, а на север – с Източноиранските планини. На север склоновете им постепенно потъват във вътрешните безотточни падини Джазмуриан, Машкьол и др., а на юг със стръмни склонове се спускат към крайбрежната пустиня Гермсир. Простират се във вид на изпъкнала на юг дъга с дължина 1150 km, от Ормузкия проток на запад до района на град Квета в Пакистан на изток. Състоят се от няколко паралелни вериги с височина 1000 – 2000 m: Силяхан (2199 m), Централен Мекран (2293 m), Брегови хребет (1275 m), Хала (1886 m), Паб (2353 m), Централен Брагуи (връх Маран 3277 m) и др., разделени от надлъжни котловини и пресечени от напречни речни дефилета. Изградени са предимно от варовици и пясъчници, а в котловините и предпланинските части – от мергели, шисти и флишеви скали. Представляват силна сеизмична зона. В предпланинските райони са развити кални вулкани. От тях на юг текат къси реки вливащи се в Арабско море – Габрик, Дещъяри, Дащ, Хингол и др., а на север – реки, губещи се в пустинните котловини Гваркох, Машкьол, Бада и др. Склоновете им са заети от пустинна растителност, на изток от планинска савана, а на североизток малки участъци са обрасли с гори от хималайски тип. По долините на реките има тесни ивици от широколистни гори и горички от финикови палми.